# Rebecca Kemp
Pour les articles homonymes, voir Kemp.
Rebecca Kemp, née le 7 avril 1992, est une nageuse australienne.

## Carrière
Rebecca Kemp est médaillée d'or du 50 mètres brasse, du 100 mètres brasse, du 200 mètres brasse et du relais 4 x 100 mètres quatre nages aux Championnats d'Océanie de natation 2010 à Apia.